# Колесников, Алексей Иванович (футболист)
Алексей Иванович Колесников (29 марта 1961, Москва) — советский футболист, полузащитник.
Воспитанник футбольной школы МПС (Москва), первый тренер Е. Н. Бологов. В 1978 году выступал за дубль московского «Локомотива». В 1979—1980 годах провёл семь матчей в высшей лиге, в 1981 — пять матчей в первой лиге; во всех выходил на замену во второй половине второго тайма. В дальнейшем играл в первой лиге за «Искру» Смоленск (1982—1983), «Локомотив» (1984—1986), «Шинник» Ярославль (1987—1991).
Участник VIII Спартакиады народов РСФСР 1982 года в составе сборной Смоленской области.
В 1999 году был тренером в тульском «Арсенале».